# Leptorycteropus guilielmi
Il lettoritteropo (Leptorycteropus guilielmi) è un mammifero estinto appartenente ai tubulidentati. Visse nel Miocene superiore (circa 7 – 5 milioni di anni fa) e i suoi resti fossili sono stati ritrovati in Africa (Kenya).

## Descrizione
Questo animale è noto principalmente grazie a uno scheletro parziale ritrovato a Lothagam, in Kenya. I fossili indicano che Leptorycteropus era piuttosto diverso dagli oritteropi attuali (Orycteropus afer), a cominciare dalla taglia: non doveva arrivare al metro di lunghezza e l'altezza al garrese doveva essere di circa 25 centimetri, mentre la specie attuale è lunga tra 1,5 e due metri. Oltre a ciò, Leptorycteropus possedeva zampe più lunghe e meno muscolose, la coda era probabilmente più corta e il muso, come indicato dalla fila di denti, era più corto. Il dorso, in ogni caso, possedeva lo stesso profilo arcuato.

## Classificazione
Leptorycteropus è considerato un primitivo rappresentante dei tubulidentati, attualmente confinati al solo continente africano. Benché relativamente recente (visse infatti fino a 5 milioni di anni fa), Leptorycteropus era uno dei membri più arcaici del gruppo, ancora poco specializzato nelle zampe. Al contrario il più antico Myorycteropus, vissuto nel Miocene inferiore, sembrerebbe essere stato già molto specializzato.